# Kramsk (gemeente)
De gemeente Kramsk is een landgemeente in het Poolse woiwodschap Groot-Polen, in powiat Koniński.
De zetel van de gemeente is in Kramsk.
Op 30 juni 2004 telde de gemeente 10 035 inwoners.

## Oppervlakte gegevens
In 2002 bedroeg de totale oppervlakte van gemeente Kramsk 131,78 km², waarvan:
- agrarisch gebied: 76%
- bossen: 12%

De gemeente beslaat 8,35% van de totale oppervlakte van de powiat.

## Demografie
Stand op 30 juni 2004:
| Omschrijving                   | Totaal | Totaal | Vrouwen | Vrouwen | Mannen | Mannen |
| ------------------------------ | ------ | ------ | ------- | ------- | ------ | ------ |
| eenheid                        | aantal | %      | aantal  | %       | aantal | %      |
| inwoners                       | 10 035 | 100    | 5100    | 50,8    | 4935   | 49,2   |
| bevolkingsdichtheid (inw./km²) | 76,1   | 76,1   | 38,7    | 38,7    | 37,4   | 37,4   |

In 2002 bedroeg het gemiddelde inkomen per inwoner 1252,41 zł.
| Gemeente Kramsk |

## Administratieve plaatsen (sołectwo)
Anielew, Barce, Bilczew, Borki, Brzózki, Dębicz, Drążek, Grąblin, Helenów (sołectwa: Helenów I en Helenów II), Izabelin, Jabłków, Konstantynów, Kramsk, Kramsk-Łazy, Kramsk-Łęgi, Kramsk-Pole, Ksawerów, Lichnowo, Milin, Patrzyków, Pąchów, Podgór, Rudzica, Rysiny, Święciec, Święte, Wielany, Wola Podłężna, Wysokie.

## Aangrenzende gemeenten
Koło, Konin, Kościelec, Krzymów, Osiek Mały, Sompolno, Ślesin